# Bonsoir les clips
 (août 2015).
Si vous disposez d'ouvrages ou d'articles de référence ou si vous connaissez des sites web de qualité traitant du thème abordé ici, merci de compléter l'article en donnant les références utiles à sa vérifiabilité et en les liant à la section « Notes et références ».
Bonsoir les Clips est un programme de la télévision française dans les années 80, diffusant des clips en boucle en fin de journée, à destination d'un public jeune.

## Histoire
Créée sur Antenne 2 en mai 1984 sous l'égide de Patrice Blanc-Francard, alors responsable de l’unité de programmes « Divertissements », cette émission avait pour but de terminer la journée de diffusion des programmes de la chaîne, en musique et en clips.
Sans animateur, seuls des génériques et jingles intermédiaires lançaient les vidéoclips musicaux. Aucune thématique n'était spécifiée par émission, les clips étant mélangés tout en représentant l'actualité musicale. Des artistes internationaux comme Duran Duran, David Bowie, ou Eurythmics étaient régulièrement programmés, ainsi que des clips d'artistes français dont Alain Souchon, Étienne Daho, ou Mylène Farmer. Le format de l'émission pouvait varier de quelques clips (15 minutes à 30 minutes), à plus d'une dizaine (près d'une heure de diffusion). Les clips étaient présentés avec en inserts les noms des artistes, titres de la chanson et noms de la maison de disque. Le code couleur de ces titres a été successivement jaune, puis jaune et bleu.[réf. nécessaire]
Cette émission a participé au phénomène des vidéoclips musicaux à la télévision, et plus globalement elle faisait partie du paysage des émissions musicales télévisées.[réf. nécessaire] Elle s'est arrêtée d'elle-même en 1986, après l'épisode de guerre des droits de diffusion des vidéoclips puis avec la concurrence des chaînes musicales naissantes.

## Génériques
Il y en a eu plusieurs, créés à partir d'extraits de chansons pop-rock contemporaine sur fond d'imageries vidéos animées. Ces génériques étaient de courtes animations vidéos aux rythmes saccadés : l'un d'eux montrait par exemple des totems de télévision vénérés par une tribu. La musique du générique est de Herbie Hancock, Hardrock de l'album Sound-System de 1984. Lorsque le programme a été créé, le titre avait un homme avec un horizon en arrière-plan la nuit. Ensuite le titre utilisé fut "10:00 P.M". de l'album Sleepwalk par Larry Carlton, sorti en 1982.